# Samsung Galaxy S
Samsung Galaxy S är en smartphone tillverkad av Samsung. Den kör operativsystemet Android. I början av januari 2011 meddelade Samsung att de hade sålt 10 miljoner enheter av Galaxy S-modellen.